# Francesco di Brunswick-Lüneburg
Francesco di Brunswick-Lüneburg (Uelzen, 23 novembre 1508 – Gifhorn, 23 novembre 1549) fu il figlio più giovane di Enrico il Medio. A seguito di un trentennale regno congiunto sul Brunswick-Lüneburg assieme al fratello Ernesto il Confessore, egli governò, per oltre dieci anni dal 1539 fino alla morte, il neo-fondato Ducato di Gifhorn, stabilendo come capitale il castello di Gifhorn. Egli aveva ricevuto il ducato dal fratello Ernesto come parte di un accordo di successione.

## Biografia
Francesco nacque il 23 novembre 1508 a Uelzen; suo padre, Enrico il Medio (1468-1532), aveva pianificato che il figlio divenisse Vescovo di Hildesheim, ma questo si dimostrò impossibile a causa del deteriorarsi della situazione politica.
Dopo che suo padre venne esiliato a Parigi nel 1521, a causa del suo supporto ad un candidato francese perdente alle elezioni imperiali, i suoi due fratelli, Ottone ed Ernesto, governarono un Ducato di Celle fortemente indebitato.
Essi fecero in modo che il fratello, Francesco, troppo giovane per condividere il potere, potesse avviarsi ad un'educazione professionale e, all'età di sedici anni, lo mandarono all'Università di Wittenberg. Divenuto maggiorenne, nel 1526, egli trascorse altri dieci anni presso la corte dell'Elettorato di Sassonia.
Qui fu colpito dallo stravagante stile di vita cortese, con i suoi festeggiamenti, le cacce ed i viaggi. Fu solo nel 1536 che egli fece ritorno a Celle su richiesta del fratello maggiore Ernesto, che nel frattempo aveva sposato i principi della dottrina luterana.

## Ducato di Gifhorn
Al suo ritorno, Francesco dimostrò di non essere interessato alle responsabilità governative che gli vennero assegnate; inoltre egli lamentava anche il modesto stile di vita che conduceva nella piccola residenza di Celle, che non si addiceva ai suoi gusti. Per risolvere la questione egli insistette per avere un suo proprio ducato e premette per una divisione dei territori.
La sua richiesta di ottenere l'intera parte orientale del ducato era inaccettabile, a causa anche della grave situazione debitoria in cui versava lo Stato. Fu così che, nel 1539, gli vennero dati solo gli Ämter di Gifhorn, Fallersleben e dell'abbazia di Isenhagen, vicino a Hankensbüttel. Queste tenute infine formarono il nuovo Ducato di Gifhorn, uno stato di minore importanza nell'Impero; esso era una piccola e facilmente governabile signoria, nella quale il duca Francesco poteva indulgere nell'esaltare la sua nobile immagine e a svolgere compiti principeschi di rappresentanza senza vincoli. Ampliò il castello di Gifhorn per farne la propria residenza e condusse uno stile di vita ostentato; contemporaneamente costruì il castello di Fallersleben, che adibì a tenuta aristocratica rurale.

## Riforma
Come il fratello Ernesto, Francesco fece parte dell'alleanza di principi protestanti che presentò una petizione durante il Reichstag di Spira del 1529, durante la cosiddetta Protesta di Spira. Entrambi erano inoltre membri della Lega di Smalcalda, che supportava le idee di Martin Lutero.
Nel costruire la cappella del castello di Gifhorn, Francesco costruì il primo edificio religioso della Germania nordoccidentale, specificatamente creato per le funzioni protestanti.
Nel 1546 Francesco partecipò alla guerra di Smalcalda e nel 1542 aveva già combattuto durante le guerre ottomane in Europa.

## Matrimonio e discendenza
Nel 1547, a Ratzeburg, Francesco sposò Clara di Sassonia-Lauenburg, figlia del duca Magnus I di Sassonia-Lauenburg.
Il matrimonio durò solo tre anni, prima che Francesco morisse tra grandi dolori il 23 novembre 1549, il giorno del suo 41º compleanno; la causa fu un'infezione al piede che non si riuscì a curare, nemmeno con l'amputazione dell'arto.
Venne sepolto nella cappella del castello di Gifhorn, dove è conservata ancora una statua tombale intagliata sul suo sarcofago. Dal momento che il matrimonio produsse unicamente due figlie femmine, il Ducato tornò alla linea dinastica di Celle. Sua moglie, la duchessa Clara, ricevette il castello di Fallersleben come appannaggio vedovile e qui concluse la sua vita dedicandosi interamente al bene del popolo e delle terre; morì nel 1576 durante una visita a Barth, dove venne poi sepolta.
Dal matrimonio nacquero due figlie:
- Caterina (1548 – 10 dicembre 1565), sposò Enrico VI, burgravio di Meißen (1536-1572);
- Clara (1º gennaio 1550 – 26 gennaio 1598), sposò in prime nozze Bernardo VII, principe di Anhalt-Dessau (1540-1570); in seconde nozze sposò Boghislao XIII, duca di Pomerania (1544-1606).

## Curiosità
La città di Franzburg, nel circondario della Pomerania Anteriore Settentrionale, venne così battezzata in suo onore dal genero, il duca Boghislao XIII di Pomerania.

## Ascendenza
|                                 |                         |                                  | Genitori                          |  |  | Nonni |  |  | Bisnonni                          |  |  | Trisnonni                        |  |
|                                 |                         |                                  |                                   |  |  |       |  |  | Federico II di Brunswick-Lüneburg |  |  | Bernardo I di Brunswick-Lüneburg |  |
|                                 |                         |                                  |                                   |  |  |       |  |  | Federico II di Brunswick-Lüneburg |  |  | Bernardo I di Brunswick-Lüneburg |  |
|                                 |                         | Margherita di Sassonia           |                                   |  |  |       |  |  | Federico II di Brunswick-Lüneburg |  |  |                                  |  |
| Ottone V di Brunswick-Lüneburg  |                         |                                  |                                   |  |  |       |  |  | Federico II di Brunswick-Lüneburg |  |  |                                  |  |
|                                 |                         | Maddalena di Hohenzollern        | Federico I di Brandeburgo         |  |  |       |  |  |                                   |  |  |                                  |  |
|                                 |                         | Maddalena di Hohenzollern        | Federico I di Brandeburgo         |  |  |       |  |  |                                   |  |  |                                  |  |
|                                 |                         | Maddalena di Hohenzollern        | Elisabetta di Baviera-Landshut    |  |  |       |  |  |                                   |  |  |                                  |  |
| Enrico I di Brunswick-Lüneburg  |                         | Maddalena di Hohenzollern        |                                   |  |  |       |  |  |                                   |  |  |                                  |  |
|                                 |                         | Giovanni IV di Nassau-Dillenburg | Engelberto I di Nassau-Dillenburg |  |  |       |  |  |                                   |  |  |                                  |  |
|                                 |                         | Giovanni IV di Nassau-Dillenburg | Engelberto I di Nassau-Dillenburg |  |  |       |  |  |                                   |  |  |                                  |  |
|                                 |                         | Giovanni IV di Nassau-Dillenburg | Giovanna di Wassenaer             |  |  |       |  |  |                                   |  |  |                                  |  |
| Anna di Nassau-Dillenburg       |                         | Giovanni IV di Nassau-Dillenburg |                                   |  |  |       |  |  |                                   |  |  |                                  |  |
|                                 |                         | Maria van Loen-Heinsberg         | Giovanni II di Loen e Heinsberg   |  |  |       |  |  |                                   |  |  |                                  |  |
|                                 |                         | Maria van Loen-Heinsberg         | Giovanni II di Loen e Heinsberg   |  |  |       |  |  |                                   |  |  |                                  |  |
|                                 |                         | Maria van Loen-Heinsberg         | Anna di Solms-Braunfels           |  |  |       |  |  |                                   |  |  |                                  |  |
| Francesco di Brunswick-Lüneburg |                         | Maria van Loen-Heinsberg         |                                   |  |  |       |  |  |                                   |  |  |                                  |  |
|                                 | Federico II di Sassonia | Federico I di Sassonia           |                                   |  |  |       |  |  |                                   |  |  |                                  |  |
|                                 | Federico II di Sassonia | Federico I di Sassonia           |                                   |  |  |       |  |  |                                   |  |  |                                  |  |
|                                 | Federico II di Sassonia | Caterina di Brunswick-Lüneburg   |                                   |  |  |       |  |  |                                   |  |  |                                  |  |
| Ernesto di Sassonia             | Federico II di Sassonia |                                  |                                   |  |  |       |  |  |                                   |  |  |                                  |  |
|                                 |                         | Margherita d'Austria             | Ernesto I d'Asburgo               |  |  |       |  |  |                                   |  |  |                                  |  |
|                                 |                         | Margherita d'Austria             | Ernesto I d'Asburgo               |  |  |       |  |  |                                   |  |  |                                  |  |
|                                 |                         | Margherita d'Austria             | Cimburga di Masovia               |  |  |       |  |  |                                   |  |  |                                  |  |
| Margherita di Sassonia          |                         | Margherita d'Austria             |                                   |  |  |       |  |  |                                   |  |  |                                  |  |
|                                 |                         | Alberto III di Baviera           | Ernesto di Baviera-Monaco         |  |  |       |  |  |                                   |  |  |                                  |  |
|                                 |                         | Alberto III di Baviera           | Ernesto di Baviera-Monaco         |  |  |       |  |  |                                   |  |  |                                  |  |
|                                 |                         | Alberto III di Baviera           | Elisabetta Visconti               |  |  |       |  |  |                                   |  |  |                                  |  |
| Elisabetta di Baviera           |                         | Alberto III di Baviera           |                                   |  |  |       |  |  |                                   |  |  |                                  |  |
|                                 |                         | Anna di Braunschweig-Grubenhagen | Eric I di Brunswick-Grubenhagen   |  |  |       |  |  |                                   |  |  |                                  |  |
|                                 |                         | Anna di Braunschweig-Grubenhagen | Eric I di Brunswick-Grubenhagen   |  |  |       |  |  |                                   |  |  |                                  |  |
|                                 |                         | Anna di Braunschweig-Grubenhagen | Elisabetta di Brunswick-Göttingen |  |  |       |  |  |                                   |  |  |                                  |  |
|                                 |                         | Anna di Braunschweig-Grubenhagen |                                   |  |  |       |  |  |                                   |  |  |                                  |  |